# Matthias Sommer
Matthias Sommer (n. 3 decembrie 1991, Witten, Germania) este un bober ce a reprezentat Germania, medaliat olimpic. A participat la o ediție a Jocurilor Olimpice (2022) în care a câștigat o medalie de bronz.